# Râul Cotnărel
Râul Cotnărel este un curs de apă, afluent al Râului Pluton-Dolhești. 

## Hărți
- Harta Parcului Vânători-Neamț